# Solomon Gotthilf
Solomon Borisovitx Gotthilf (21 de febrer de 1903 - 11 de juliol de 1967) fou un mestre d'escacs rus, que va jugar sota bandera soviètica.

## Resultats destacats en competició
Va compartir el 3r lloc al Campionat d'escacs de Leningrad de 1922 (el campió fou Grigori Löwenfisch), fou sisè a la mateixa competició el 1924, va guanyar dos cops a Leningrad el 1925, compartí el 6è lloc a Leningrad 1925 (4t Campionat d'escacs de la Unió Soviètica, el guanyador fou Efim Bogoljubow), fou 3r a Leningrad 1925 (guanyaren Peter Romanovsky i Bogoljubov), i va empatar als llocs 18è-19è al fort torneig de Moscou de 1925 (el campió fou Efim Bogoljubow).
Consta que es va retirar al Campionat de Leningrad de 1926, fou 4t a Leningrad 1927, 7è al Campionat de Leningrad 1928 (el campió fou Ilya Rabinovich); fou 6è a Odessa 1929 (quarts de final del 6è Campionat de l'URSS), fou 3r a Leningrad 1930 (el campió fou Mikhaïl Botvínnik), empatà als llocs 12è-13è a Leningrad 1934 (el guanyador fou Rabinovich), fou 11è a Leningrad 1938 (guanyaren Shamaev i Vladimir Alatortsev), i empatà als llocs 16è-17è a Leningrad 1938 (semifinals del Campionat de la Unió Soviètica, el campió fou Botvinnik).
Gotthilf va morir a Leningrad el 1967.